# ماجراهای آقا جمال
ماجراهای آقا جمال یک مجموعه نمایشی تلویزیونی محصول سال ۱۳۷۵–۱۳۷۶ به کارگردانی حمید اکرمی،  می‌باشد که از برنامه سیمای خانواده شبکه یک پخش شد.

## خلاصه داستان
رضا سرباز راهنمایی و رانندگی در جاده‌های جنوب کشور است و قرار است با دختر دایی اش ازدواج کند. مشکلات و اتفاقاتی که بر سر راه ازدواج او شکل می‌گیرد ماجراهای این سریال را تشکیل می‌دهد.

## بازیگران
- سعید امیرسلیمانی
- پروین میکده
- عباس محبوب
- عزت‌الله رمضانی‌فر
- فریبا لشکری
- ناصر گیتی‌جاه